# Franz Michael Vierthaler
Franz Michael Vierthaler (Mauerkirchen, 25 settembre 1758 – Vienna, 3 ottobre 1827) è stato un pedagogista, scrittore e pubblicista austriaco.

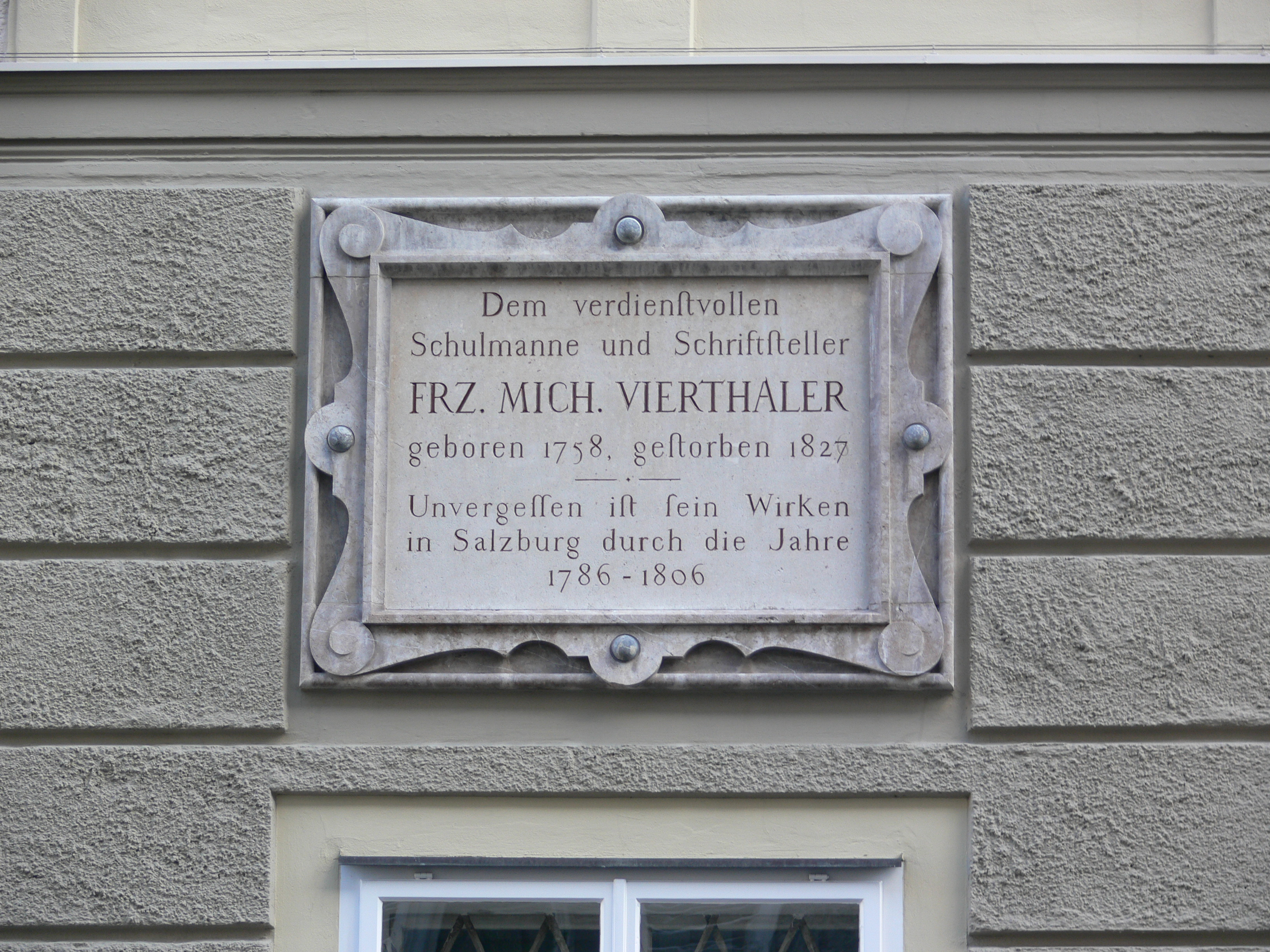
Targa commemorativa di Vierthaler presso il muro esterno dell'Università di Salisburgo

A partire dal 1790 venne assunto alla corte dell'arcivescovo di Salisburgo, Hieronymus von Colloredo, dove divenne il primo direttore della formazione per insegnanti in lingua tedesca all'interno del territorio del principato arcivescovile. Vierthaler continuò nel contempo a dedicarsi ai propri studi e proprio a Salisburgo sviluppò dei metodi di insegnamento innovativi, dedicandosi in particolare alla realizzazione ed alla stesura di canoni per la scrittura di libri di testo scolastici e libri di lettura per bambini. Nel 1800 assunse la direzione della rivista letteraria locale Salzburger Intelligenzblatt.